# Alan J. Pakula
 (mars 2019).
Si vous disposez d'ouvrages ou d'articles de référence ou si vous connaissez des sites web de qualité traitant du thème abordé ici, merci de compléter l'article en donnant les références utiles à sa vérifiabilité et en les liant à la section « Notes et références ».
Alan Jay Pakula, né le 7 avril 1928 à New York et mort le 19 novembre 1998 à Melville (État de New York), est un producteur et réalisateur américain.

## Biographie
Alan J. Pakula, fils d'imprimeurs immigrés juifs venus de Pologne, grandit dans le Bronx. Après des études à l'université Yale, il devient metteur en scène de théâtre. Il arrive à Hollywood en 1949 et devient producteur des films de Robert Mulligan entre 1957 et 1969, parmi lesquels Du silence et des ombres et Une certaine rencontre.
Pakula fait ses débuts comme réalisateur avec Pookie et se fait connaître avec Klute, film policier dont la photographie est signée Gordon Willis et où Jane Fonda joue une call-girl aux prises avec un dangereux assassin.
Deux thrillers politiques l'imposent : À cause d'un assassinat sur l'assassinat de Kennedy et Les Hommes du président sur le scandale du Watergate. Pakula y gagne la réputation d'un cinéaste engagé.
Mais lorsqu'il aborde le western, c'est l'échec. Le Souffle de la tempête, avec James Caan et Jane Fonda, est un film que la critique juge manqué. Toujours sous l'influence de cette dernière, il tourne Une femme d'affaires. À Wall Street, un homme et une femme liés par l'amour et l'ambition tentent une spéculation qui prend un tour inattendu. Oscillant entre plusieurs genres, desservi par ses acteurs, Jane Fonda et Kris Kristofferson, le film est un nouvel échec.
Il renoue avec le succès public et critique en réalisant Le Choix de Sophie en 1982, qui est récompensé par l'Oscar de la meilleure actrice pour Meryl Streep. 
La fin de sa carrière est marquée par un retour vers son genre de prédilection, le thriller, en réalisant Présumé innocent en 1990 et L'Affaire Pélican en 1993.
Son dernier film, Ennemis rapprochés, date de 1997 et oppose, dans la fiction comme lors du tournage plutôt houleux, Harrison Ford et Brad Pitt.
Alan J. Pakula est mort dans un accident de voiture le 19 novembre 1998 à Melville (État de New York).

## Filmographie sélective

### Comme réalisateur
- 1969 : Pookie (The Sterile Cuckoo)
- 1971 : Klute
- 1973 : Love and Pain and the Whole Damn Thing
- 1974 : À cause d'un assassinat (The Parallax View)
- 1976 : Les Hommes du président (All the President's Men)
- 1978 : Le Souffle de la tempête (Comes a Horseman)
- 1980 : Merci d'avoir été ma femme (Starting over)
- 1981 : Une femme d'affaires (Rollover)
- 1982 : Le Choix de Sophie (Sophie's Choice)
- 1986 : Dream Lover
- 1987 : Les Enfants de l'impasse (Orphans)
- 1989 : À demain, mon amour (See you in the Morning)
- 1990 : Présumé innocent (Presumed Innocent)
- 1992 : Jeux d'adultes (Consenting Adults)
- 1993 : L'Affaire Pélican (The Pelican Brief)
- 1996 : Ennemis rapprochés (Devil's Own)

### Comme producteur
- 1962 : Du silence et des ombres (To Kill a Mockingbird) de Robert Mulligan
- 1963 : Une certaine rencontre (Love with the Proper Stranger) de Robert Mulligan

## Distinctions

### Nominations
- Oscars du cinéma :
  - Oscar du meilleur réalisateur pour Les Hommes du président en 1977[2]
  - Oscar du meilleur scénario adapté pour Le Choix de Sophie en 1983[3]